# Varejo na Índia

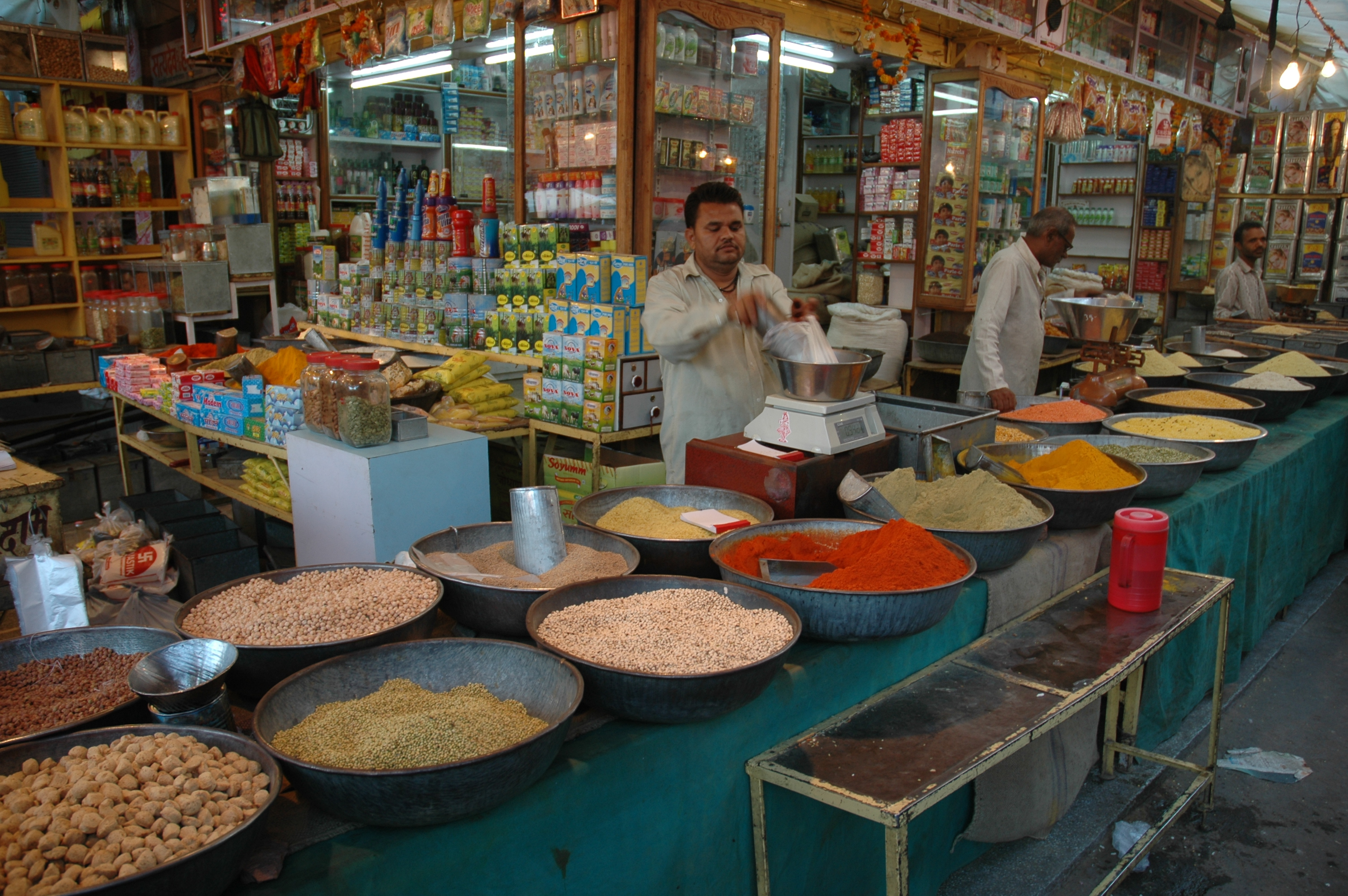
O comércio de pimenta

O varejo na Índia é uma das partes econômicas mais importantes no país e corresponde com 13% do PIB.
Os postos de comércio são divididos entre setores formais e informais. Mais de 12 milhões de pontos de venda estão funcionamento na Índia em apenas 4% do país.